# Regering-Juncker-Asselborn II

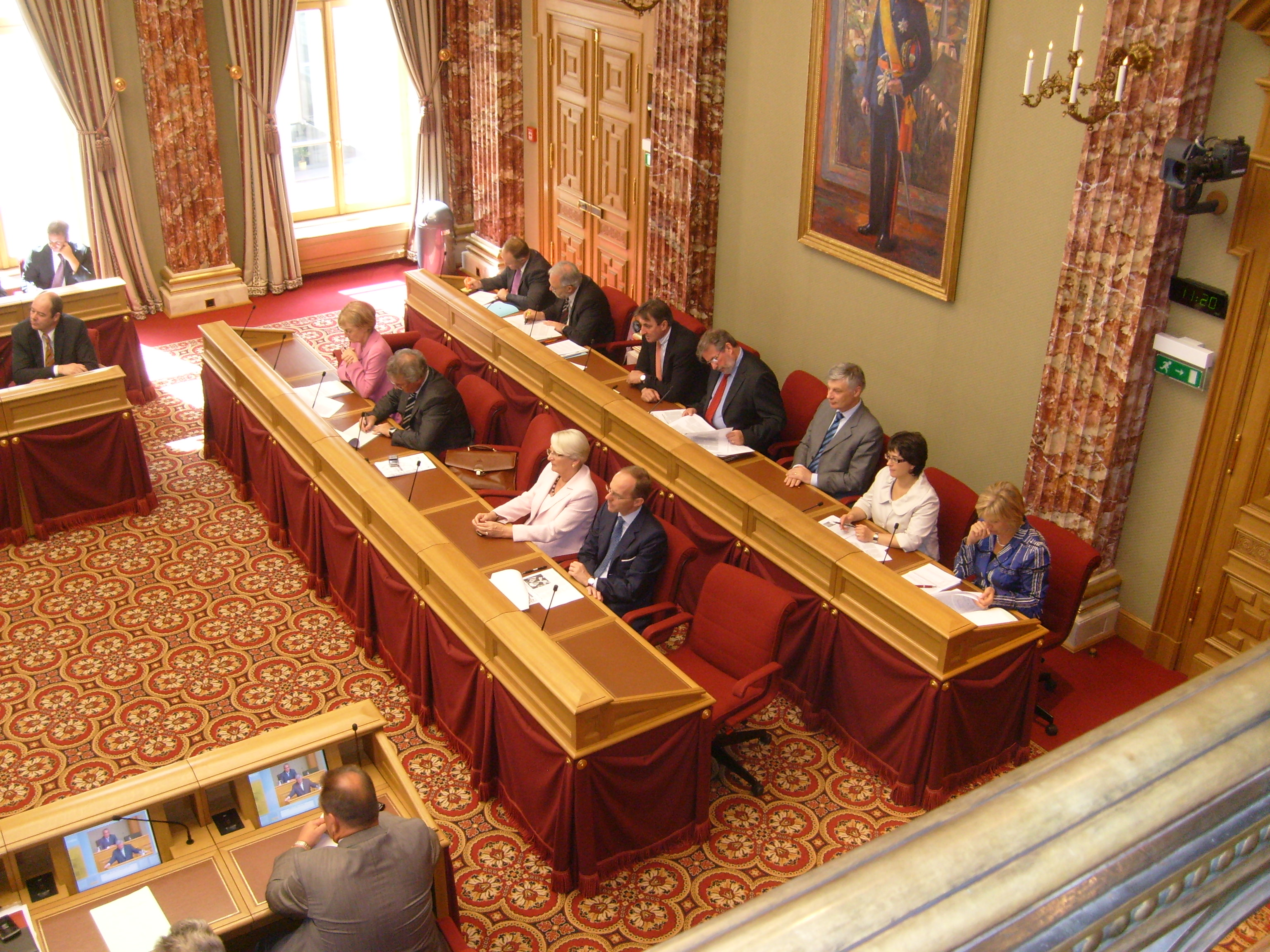
Regering-Juncker-Asselborn II (29 juli 2009)

De regering-Juncker-Asselborn II was een coalitieregering van het Groothertogdom Luxemburg, bestaande uit de Chrëschtlech Sozial Vollekspartei (CSV) en de Lëtzebuerger Sozialistesch Aarbechterpartei (LSAP). De regering werd aangevoerd door premier Jean-Claude Juncker. De regering zetelde van 23 juli 2009 tot 4 december 2013.

## Samenstelling
| Naam | Naam                   | Partij | Ambt |
| ---- | ---------------------- | ------ | --- |
|      | Jean-Claude Juncker    | CSV    | Premier/Minister van Staat Minister van Financiën |
|      | Jean Asselborn         | LASP   | Vicepremier, Minister van Buitenlandse Zaken |
|      | Marie-Josée Jacobs     | CSV    | Minister van Gezin en Integratie, Minister van Ontwikkelingssamenwerking en Humanitaire Hulp |
|      | Mady Delvaux-Stehres   | LASP   | Minister van Onderwijs en Beroepsopleiding |
|      | Luc Frieden            | CSV    | Minister van Begroting |
|      | François Biltgen       | CSV    | Minister van Justitie, Minister van Ambtenarenzaken en Administratieve Hervorming, Minister van Hoger Onderwijs en Wetenschap, Minister van Communicatie en Media, Minister van Religieuze Zaken |
|      | Mars di Bartolomeo     | LASP   | Minister van Volksgezondheid, Minister van Sociale Zaken |
|      | Jean-Marie Halsdorf    | CSV    | Minister van Binnenlandse Zaken en de Grote Regio, Minister van Defensie |
|      | Claude Wiseler         | CSV    | Minister van Duurzame Ontwikkeling en Infrastructuur |
|      | Nicolas Schmit         | LASP   | Minister van Arbeid, Werkgelegenheid en Immigratie |
|      | Octavie Modert         | CSV    | Minister van Cultuur, Minister van Parlementaire Betrekkingen, Minister van Administratieve Vereenvoudiging onder de Premier, Staatssecretaris van Ambtenarenzaken en Administratieve Hervorming |
|      | Marco Schank           | CSV    | Minister van Volkshuisvesting, Staatssecretaris van Duurzame Ontwikkeling en Infrastructuur |
|      | Françoise Hetto-Gaasch | CSV    | Minister van Middenstand en Toerisme, Staatssecretaris van Gelijke Kansen |
|      | Romain Schneider       | LASP   | Minister van Landbouw, Wijnbouw en Plattelandsontwikkeling, Minister van Sport, Staatssecretaris van Economische Soolidariteit                                                                   |
|      | Etienne Schneider      | LASP   | Minister van Economische Zaken en Buitenlandse Handel (sinds 2012) |

| Afgetreden ministers | Afgetreden ministers | Afgetreden ministers | Afgetreden ministers                                              |
| Naam                 | Naam                 | Partij               | Ambt                                                              |
| -------------------- | -------------------- | -------------------- | ----------------------------------------------------------------- |
|                      | Jeannot Krecké       | LASP                 | Minister van Economische Zaken en Buitenlandse Handel (2009-2012) |